# 9 вересня
9 вересня — 252-й день року (253-й у високосні роки) в григоріанському календарі. До кінця року залишається 113 днів.

## Свята, пам'ятні дати

### Міжнародні
- Всесвітній день надання першої медичної допомоги. (ініціатором його проведення виступають національні організації — члени Міжнародного руху Червоного Хреста і Червоного Півмісяця)
- Всесвітній день краси. (Свято було встановлено Міжнародним комітетом естетики і косметології CIDESCO в 1995 році.)
- День тестера.
- Міжнародний день алкогольного синдрому плода. (1999)
- Міжнародний день судоку.

### Національні
- Україна: День фізкультури та спорту. (Відзначається щорічно згідно з Указом Президента № 340/94 від 29 червня 1994 р.)
- Бразилія: День адміністраторів і менеджерів.
- Коста-Рика: Національний день дитини.
- Північна Корея: День утворення Корейської Народно-Демократичної Республіки.
- Словаччина: День пам'яті жертв Голокосту і злочинів на расовому ґрунті.
- США: День штату Каліфорнія. (1850)
- Таджикистан: День Незалежності.

### Релігійні

#### Західне християнство
- Пам'ять святих Кіарана Клонмакнойсського[en] та Петра Клавера[en];
- Пам'ять святого Чарльза Лоудера[en] (Англіканська церква).

#### Східне християнство[1]
- Післясвяття Різдва Пресвятої Богородиці;
- Пам'ять праведних Богоотців Йоакима й Анни;
- Пам'ять мучеників Северіана Севастійського, Харитона і Стратора (Стратоника);
- Знайдення і перенесення мощей святителя Теодосія Чернігівського;
- Пам'ять преподобного сповідника Теофана;
- Пам'ять блаженного Микити в Царгороді;
- Спомин ІІІ Вселенського собору.

### Інші
- у 1981, 2081, 3081,.. — день квадратного кореня

## Іменини
✝  Католицькі: Кіаран, Петро.
✙ Православні: Анна, Йоаким, Северіан, Стратор, Теодосій, Теофан, Харитон, Микита.

## Події
- 1834 — вперше розпочалися заняття у Київському університеті на першому факультеті новоствореного університету — філософському.
- 1850 — Каліфорнію прийнято в США як 31-й штат.
- 1855 — в ході Кримської війни після 349-денної облоги британо-французькі сили взяли Севастополь.
- 1886 — Бельгія, Велика Британія, Гаїті, Іспанія, Італія, Ліберія, Німеччина, Туніс, Франція та Швейцарія підписали Бернську конвенцію про охорону літературних і художніх творів.
- 1913 — київський військовий льотчик Петро Нестеров уперше у світі зробив на літаку «мертву петлю» — одну з фігур вищого пілотажу («петля Нестерова»).
- 1920 — створено Київський авіаційний завод.
- 1944 — СРСР і Польща уклали договір про виселення українців з їхніх етнічних земель, що увійшли до складу Польської республіки – Депортація українців з Польщі до УРСР.
- 1951 — Народно-визвольна армія Китаю ввійшла в Лхасу. Остаточна ліквідація незалежності Тибету.
- 1991 — проголошено незалежність Таджикистану
- 1998 — на посту Голови Генеральної Асамблеї ООН українського міністра закордонних справ Геннадія Удовенка змінив представник Уругваю Дідьє Опертіті.
- 2001 — масове отруєння метанолом у Пярну (Естонія), яке спричинило загибель 68 осіб.
- 2006 — розпочався космічний політ астронавтки НАСА, українки Гайдемарі Стефанишин-Пайпер.

## Народились
Дивись також Категорія:Народились 9 вересня
- 1583 — Джироламо Фрескобальді, італійський композитор, органіст та клавесиніст.
- 1585 — Арман Жан дю Плессі, герцог де Рішельє, французький політичний діяч, кардинал (†1642).
- 1667 — Феліче Тореллі, італійський художник доби пізнього бароко і рококо. Рідний брат італійського альтиста, композитора, педагога Джузеппе Тореллі.
- 1737 — Луїджі Гальвані, італійський медик і фізик, ім'я якого носять гальванічні елементи.

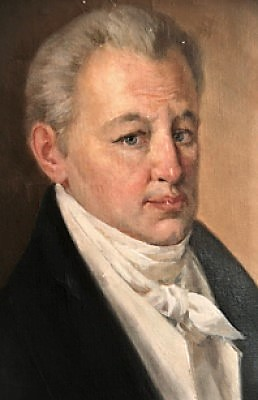
Іван Котляревський

- 1769 — Іван Котляревський, український письменник, поет, драматург, засновник нової української літератури, громадський діяч.
- 1789 — Вільям Кренч Бонд, американський астроном.
- 1897 — Марія Струтинська (літ. псевд. Віра Марська), українська літературна діячка.
- 1897 — Євген Цісик, стрілець УСС, музикант (скрипка), диригент театрального оркестру, композитор. Написав музику до пісні «Тополя» на слова Т. Шевченка.
- 1901 — Лев Шубников, український фізик в галузі фізики низьких температур, відкрив у співавторстві з Вандером де Гаазом осциляції магнетоопору при низьких температурах (Осциляції Шубнікова — де Гааза); працював в УРСР та в Нідерландах.
- 1903 — Лев Шанковський (псевдонім — Олег Мартович), український економіст, журналіст, військовий, історик-дослідник, активний учасник повстанської боротьби проти радянських і нацистських окупантів під час ІІ Світової війни, член-основоположник УГВР.
- 1908 — Чезаре Павезе, італійський письменник і перекладач, один з найвидатніших італійських письменників ХХ ст. Автор повістей («Диявол на пагорбах», «Серед жінок», «Чудове літо», «Місяць і смолоскипи») оповідань, лірико-філософських есе.
- 1921 — Анджей Добровольський[en], польський композитор, народжений у Львові.
- 1923 — Деніел Карлтон Гайдушек, американський педіатр і вірусолог, лауреат Нобелівської премії з фізіології і медицини 1977 року.
- 1928 — Борис Головко, український художник-оформлювач, заслужений майстер народної творчості УРСР.
- 1928 — Сол Ле Вітт (англ. Sol LeWitt), художник і скульптор, одна з ключових фігур післявоєнного американського мінімалізму і концептуалізму; син вихідців з України.
- 1941 — Денніс Рітчі, американський вчений-інформатик, автор мови програмування C, розробник операційної системи «Unix».

## Померли

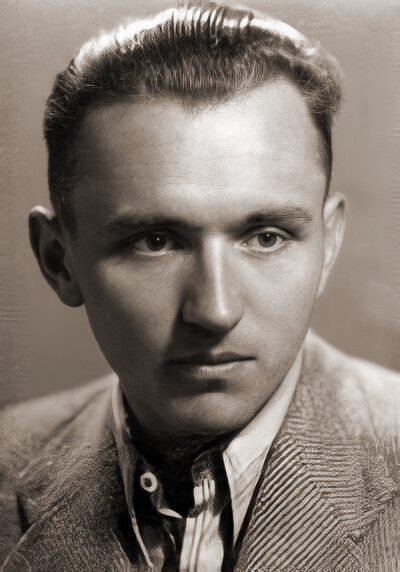
Василь Кук

Дивись також Категорія:Померли 9 вересня
- 1087 — Вільгельм I Завойовник, перший норманський король Англії.
- 1285 — Кунегунда Ростиславна (Галицька), королева Богемії, п'ята дитина князя Ростислава IV та Анни Арпадівни. Онука князів Михайла II Чернігівського, Романа Мстиславича та короля Бели IV. Народилася в Києві чи Чернігові.
- 1583 — Гемфрі Гілберт, англійський політик, військовий і мореплавець.
- 1569 — Пітер Брейгель Старший, фламандський живописець та графік, найвідоміший і найзначніший із династії Брейгелів. Батько художників Пітера Брейгеля молодшого і Яна Брейгеля старшого.
- 1898 — Стефан Малларме, французький поет, один з найчільніших представників французького символізму.
- 1901 — Анрі Тулуз-Лотрек, французький живописець, постімпрессіоніст.
- 1934 — Роджер Фрай, англійський художник і художній критик, увів в ужиток поняття постімпресіонізм. Один з предтеч вортіцизму.
- 1978 — Джек Леонард Ворнер, американський продюсер і кіномагнат канадського походження.
- 1985 — Пол Флорі, американський хімік, лауреат Нобелівської премії з хімії 1974 року (*1925).
- 1997 — Берджесс Мередіт, американський актор, режисер, сценарист і продюсер.
- 2003 — Едвард Теллер, американський фізик угорського походження.
- 2007 — Василь Кук, генерал-хорунжий, останній Головний командир УПА (*1913).